# 朱俊噤
朱俊噤（1535年後—？），字若訥，號蘆花散人、林臯山人，明朝宗室，襄垣王朱仕㙺的曾孫，奉國將軍，詩人。

## 生平
自幼與兄朱俊榷受教於名師儒者。有一次兩人學書法，把練習用的赫蹏都用完了，其母史氏命人撕裂布帛被單以供他們學書之用。
博學多才，擅長作詩，著有《佩蘭集》。與同為宗室的瀋府德平王朱胤榳，衡府新樂王朱載璽、周府鎮國中尉朱睦㮮、晉王府康衢、秦王府玉華等人齊名，朱俊噤爲此作有《五懷詩》述此事。
嘉靖四十三年（1564年），朱俊噤爲慶賀普救寺塔建成作詩並書，碑現嵌於永濟市蒲州鎮西廂村普救寺鴛鴦塔上。
天性澹雅，不慕榮利。在蒲州五姓湖（今山西省永濟市伍姓湖）濱築蘆花散人別墅，乾隆年間已荒廢。今伍姓湖濕地公園有詩詞牆展示其記，湖邊也有其泛舟雕像。

## 家庭
- 父：輔國將軍朱聰淙[7]，號清菴[2]
- 母：史氏（1513年7月16日—1557年4月17日），是史邦畿的女兒，張佳胤爲其撰墓誌銘[2]
- 兄：奉國將軍朱俊榷，善書法[2]，有文才[3]
- 異母兄弟：朱俊𩜓[2]
- 大姊：臨泉縣君，儀賓范良憲[2]
- 二姊：陵川縣君（1535年—1556年），儀賓裴禹卿（？—1556年），是東平知州裴忠的仲子，因嘉靖大地震身故，出殯之時，陵川縣君以首觸棺大慟，翌日與父母兄弟訣別，自縊身亡。張四維爲其貞節碑撰文[2][7]
- 妻：惠氏[2]
- 子：朱某[2]
- 女：朱氏，三人[2]

## 名字誤記
清代以後地方志對其姓名記載混亂。
雍正山西通志山川一節誤記爲「朱峻⿰山禁」。
乾隆蒲州府志、光緒永濟縣志誤記爲「朱俊⿰山禁」。
乾隆臨晉縣志誤記爲「朱俊襟」，民國臨晉縣志轉引前志時更將其誤記爲「王俊襟」。可能因爲其小傳附收於前志「襄垣王遜燂」之下，民國志編者不識襄垣恭簡王朱遜燂，以爲其系襄垣人「王遜燂」的後代而致誤。
今伍姓湖湿地公园的詩詞牆與雕塑也把他的名字誤植爲「朱俊襟」。